# J–8
A Shenyang J–8 (歼-8; Finback) a Kínai Népköztársaságban a MiG–21 helyi gyártású változata, a J–7-es továbbfejlesztésével létrehozott szuperszonikus vadászrepülőgép. Viszonylag kis számban gyártották, nem exportálták. Elsősorban elfogóvadászként alkalmazzák, de földi célok elleni nem irányított fegyverzetet is hordozhat. 2001. április 1-jén egy kínai J–8D vadászrepülőgép Hainan szigetétől 100 kilométerre délre, nemzetközi vizek felett összeütközött egy amerikai EP–3 felderítő repülőgéppel.